# Джонатан Джансон (яхтсмен)
Джонатан Джансон (англ. Jonathan Janson, 5 жовтня 1930 — 29 листопада 2015) — британський яхтсмен.
Бронзовий призер Олімпійських Ігор 1956 року в класі Дракон.